# Zapadnobački upravni okrug
Zapadnobački upravni okrug (srpski: Западнобачки управни округ, Zapadnobački upravni okrug; mađarski: Nyugat Bácskai Körzet; slovački: Západnobáčsky okres; rusinski: Заходнобачки окрух; rumunjski: Districtul Backa de Vest) je okrug na sjeveru Republike Srbije. Nalazi se u zemljopisnoj regiji Bačkoj u AP Vojvodini.

## Općine
Zapadnobački upravni okrug sastoji se od četiri općine unutar kojih se nalazi 37 naselja.
Općine su:
- Sombor
- Apatin
- Odžaci
- Kula

## Stanovništvo
Prema podacima iz 2002. godine, stanovništvo čine:
- Srbi (62.91%),
- Mađari (10.19%),
- Hrvati (6.05%),
- Crnogorci (4.29%),
- Jugoslaveni (3.21%),
- Rusini (2.58%),
- Bunjevci (1.31%),
- ostali.

## Gospodarstvo
Općina Sombor danas raspolaže sa 100.000 hektara poljoprivrednog zemljišta, od čega je oko 97.000 hektara obradivih površina. Pored ratarske, veliki značaj ima i stočarska proizvodnja.
Još intenzivniji razvoj ostvaruje se u industriji. U potpunosti pokriva preradu sirovina iz poljoprivrede.

## Vanjske poveznice
- Službena prezentacija okruga  Arhivirana inačica izvorne stranice od 21. veljače 2009. (Wayback Machine)